# Stanisław Kijeński
Stanisław van der Noot Kijeński (ur. 1857, zm. we wrześniu 1939 w Warszawie) – polski adwokat, działacz narodowy.
W okresie zaboru rosyjskiego był adwokatem przysięgłym w Warszawie. Podczas wyborów do Dumy Państwowej w 1906 był prezesem komisji wyborczych i dzięki jego staraniom akty wyborcze w Warszawie spisywano w języku polskim.
Jako adwokat występował w głośnych procesach politycznych, w których był obrońcą oskarżonych: socjaldemokraty B. Grucmana (aresztowanego razem z Marcinem Kasprzakiem) w 1905, Eligiusza Niewiadomskiego po zabójstwie prezydenta RP Gabriela Narutowicza na przełomie 1922/1923, Józefa Wójcika w 1929. Działał w Zjednoczeniu Polskich Prawników Katolików.
Po wybuchu II wojny światowej poniósł śmierć podczas bombardowania Warszawy we wrześniu 1939 po tym, jak został trafiony odłamkiem pocisku, gdy stał na schodach swojego domu przy Krakowskim Przedmieściu 30.

## Publikacje
- Portrety. Józef Ignacy Kraszewski (1879)
- Dumka. Muzyka do piosenki „Odlatuje gołębeczka, odlatuje w dal ...” (1887)
- Mowa na pogrzebie Elizy Orzeszkowej w Grodnie 23-go maja 1910 r. (1910)
- Proces Eligjusza Niewiadomskiego. bc.cyfrowagalicja.pl. [zarchiwizowane z tego adresu (2017-11-11)]. (1923)